# Schistoglossa gemina
Schistoglossa gemina är en skalbaggsart som först beskrevs av Wilhelm Ferdinand Erichson 1837.  Schistoglossa gemina ingår i släktet Schistoglossa, och familjen kortvingar. Arten är reproducerande i Sverige.